# Юра Роман Олександрович
Роман Олександрович Юра (рос. Роман Александрович Юра, нар. 31 липня 1927, Київ — пом. 1977) — український археолог і музеєзнавець.
У 1951 р. завершив навчання на кафедрі археології та музеєзнавства в Київському національному університеті імені Тараса Шевченка.
Дослідник давньоруських міст і поселень Середнього Подніпров'я. Очолював експедиції з дослідження давніх Переяслава, Воїня, Колодяжина та інших давніх міст. Співавтор монографії про давньоруське місто Воїнь (1966).

## Праці
- Довженок В. Й., Гончаров В. К., Юра Р. О., Древньоруське місто Воїнь. — К.: Видавництво АН УРСР, 1966. — 148 с.
- (рос.)Асеев Ю. С., Сикорский М. И., Юра Р. А., Памятник гражданского зодчества XI ст. в Переяславе-Хмельницком // Советская археология. — 1967. — № 1. — С.199-214.
- Кучера М. П., Юра Р. О., Обстеження городищ і замчищ на Поділлі // Археологічні дослідження на Україні. — 1972. — Т. 4. — С.382-386.
- (рос.)Юра Р. А., Бронзовый водолей из Переяслава-Русского // Славяне и Русь. — М.: Наука, 1968. — С. 239—249.
- (рос.)Юра Р. А., Работы Хортицкой экспедиции в 1968 г. // Археологические исследования на Украине. — 1971. — Т. 3. — С.245-249.
- Юра Р. О., Дослідження в Суботові в 1970 р. // Археологія. — 1971. — Т. 3. — С.92—93.
- Юра Р. О., Дослідження Студеницької фортеці // Археологічні дослідження на Україні. — 1972. — Т. 4. — С.303—307.
- Юра Р. О., Завдання вивчення пізньосередньовічних пам'яток України // Середні віки на Україні. — 1971. — Т. 1. — С.31—40.
- Юра Р. О., Горішній П. А., Виногродська Л. І., Середньовічна кераміка з с. Суботів Черкаської області // Археологія. — 1985. — Т. 50. — С.65—74.
- (рос.)Горишний П. А., Юра Р. А., Раскопки у с. Бакоты на Днестре // Археологические открытия 1974 года. — М., 1975. — С.268—269.
- (рос.)Горишний П. А., Юра Р. А., Раскопки в сёлах Бакота и Студеница на Днестре // Археологические открытия 1975 года. — М., 1976. — С.317—318.
- Юра Р. О., Стародавні ворота Переяслава-Хмельницького // Український історичний журнал. — 1961. — № 2. — С.155—157.